# Эрнст, Джони
Джони Кей Эрнст (англ. Joni Kay Ernst; урождённая Калвер, англ. Culver; 1 июля 1970, Ред-Ок, Айова) — американский политик, сенатор США от штата Айова с января 2015 года. Член Республиканской партии. Эрнст — первая женщина, представляющая Айову в Конгрессе США и первая женщина-ветеран в Сенате США.

## Биография
В 1992 году она получила степень бакалавра в Университете штата Айова, в 1995 году также получила степень магистра государственного управления в Колумбус-колледже (ныне Государственный университет Колумбуса) в Колумбусе, штат Джорджия.
С 1993 по 2001 годы Эрнст входила в Резерв Армии США, с 2001 года — в Национальной гвардии Айовы (имеет звание подполковника). Во время войны в Ираке в 2003-04 годах служила 14 месяцев в Кувейте в качестве командира роты.
Она была аудитором округа Монтгомери, штат Айова с 2005 по 2011 годы и членом Сената Айовы с 2011 по 2014 годы.
Муж Джони — офицер в отставке Гейл Эрнст. У супругов есть дочь Либби. У Гейла также 2 дочери от предыдущего брака.
В ноябре 2018 года была избрана заместителем председателя Республиканской конференции Сената.